# سان كريستوبال (كوبا)
سان كريستوبال (بالإسبانية: San Cristóbal ) هي بلدة ومدينة في كوبا انتمت في عام 2011 م إلى مقاطعة أرتيميسا بعدما كانت تحت إمرة مقاطعة بينار دل ريو.

## التركيبة السكانية
عام 2004 م بلغ عدد سكان سان كريستوبال 70830 نسمة . وبمساحة كلية قدرها 936 كـم2 (361 ميل2), بينما وصلت الكثافة السكانية إلى 75.7/كم2 (196/ميل2).

## أعلام
- أنجيلو سانتانا
- غريتشين كينتانا
- أوسفالدو ألونسو